# عمر موسی (دونده)
عمر موسی (انگلیسی: Omar Moussa؛ زادهٔ ۸ فوریهٔ ۱۹۶۱) دونده دو استقامت اهل جیبوتی بود.
وی در بازی‌های المپیک تابستانی ۱۹۸۸ و بازی‌های المپیک تابستانی ۱۹۹۶ شرکت کرده‌است.